# Villogorgia rubra
Villogorgia rubra is een zachte koraalsoort uit de familie Plexauridae. De koraalsoort komt uit het geslacht Villogorgia. Villogorgia rubra werd in 1899 voor het eerst wetenschappelijk beschreven door Hiles. 